# Duarte 2. Nuno, hertug af Braganza
Duarte 2. Nuno, hertug af Braganza (fulde navn: Dom Duarte Nuño Fernando Maria Miguel Gabriel Rafael Francisco Xavier Raimundo António de Bragança) (født 23. september 1907 i Seebenstein i Niederösterreich, Østrig-Ungarn, død 24. december 1976 i Ferragudo ved Portimão, Algarve, Portugal) var portugisisk tronprætendent mellem 1932 og 1976. 

## Forfædre
Duarte Nuno er søn af Mikael 2., hertug af Braganza og sønnesøn af kong Mikael 1. af Portugal, der var landets sidste enevældige konge. Mikael 1. blev landsforvist i 1934, og hans efterkommere fik først lov til at vende tilbage til Portugal efter 1950.  

## Striden om den portugisiske trone
I 1826 aftalte brødrene kejser Pedro 1. af Brasilien og prins Mikael af Portugal, at Pedros syvårige datter skulle være dronning under navnet Maria 2. af Portugal. Når hun blev voksen, skulle giftes med sin farbror prins Mikael.
Prins Mikael brød imidlertid aftalen. I 1828 udråbte han sig selv til kong Mikael 1. af Portugal. Dette udløste en borgerkrig (de to brødres krig), der endte i 1834, da Pedro for anden gang indsatte datteren Maria som dronning.

### Huset Coburg-Braganza
Dronning Maria 2. blev gift med en prins af Sachsen-Coburg og Gotha. Deres efterkommere tilhørte Huset Braganza-Sachsen-Coburg og Gotha (Huset Coburg-Braganza), der regerede fra 1853 til 1910. Siden har landet været en republik.  

### Landsforvisninger
Emanuel 2. af Portugal var den sidste konge af Huset Coburg-Braganza. Han blev afsat i 1910, og han døde i eksil i 1932. I 1910 forbød parlamentet kong Emanuel 2. og andre medlemmer af Huset Coburg-Braganza at vende tilbage til Portugal.  
I 1834 landsforviste det portugisiske parlament kong Mikael 1. af Portugal og hans efterkommere. Kong Mikael levede derefter i eksil, og han døde i 1866 i Karlsruhe, Tyskland.

### Ny tronprætendent
De bitre stridigheder mellem brødrene Petro 1.s og Mikael 1.s efterkommere fortsatte i næsten 100 år. Imidlertid havde den afsatte kong Emanuel 2. ingen efterkommere. I 1921 udpegede han Duarte Nuno som sin tronarving. Ved Emanuel 2.s død i 1932 blev Duarte Nuno tronprætendent.
Forsoningen mellem brødrene Petro 1.s og Mikael 1.s efterkommere fortsatte  i 1943, da Duarte Nuno giftede sig med prinsesse Maria Francisca af Orléans-Braganza (1914 – 1968). Hun var tipoldedatter af Pedro 1. af Brasilien og oldedatter af Victoria af Sachsen-Coburg og Gotha (en søster til den prins, der var gift med Maria 2. af Portugal). Den kirkelige del af brylluppet fandt sted i Petrópolis, der er Brasiliens kejserby.

### Landsforvisningerne ophæves
I 1950 blev landsforvisningerne af begge grene af kongeslægten ophævet. Sammen med sin fransk-brazilianske hustru og sine tre sønner flyttede Duarte Nuno til Portugal i 1952. 

## Familie
Duarte Nuno var gift med prinsesse Maria Francisca af Orléans-Braganza  (1914–1968). 
Parret fik tre sønner. Den ældste (Duarte 3. Pio, hertug af Braganza (født 1945)) er den nuværende prætendent til den portugisiske trone. 